# Orde van Vallabhabhorn
De Orde van Vallabhabhorn (Thai: "เครื่องราชอิสริยาภรณ์ ตรา วัลลภาภรณ์") werd op 22 maart 1919 door Koning Rama VI van Thailand ingesteld.
De leden van deze orde voeren de letters "ว.ภ." achter hun naam.

## Insignia
De onderscheiding] heeft een enkele graad. Men draagt het kleinood van deze ridderorde, een achtpuntige zilveren ster, aan een blauw lint met wit-rode biesen op de linkerborst. Dames dragen de orde aan een grote strik op de linkerschouder. De bevestiging van de ster aan het lint is fraai bewerkt. Op een uniform wordt een baton in de kleuren van het lint van deze orde gedragen.